# Austrolimnophila (Austrolimnophila) megapophysis
Austrolimnophila (Austrolimnophila) megapophysis is een tweevleugelige uit de familie steltmuggen (Limoniidae). De soort komt voor in het Afrotropisch gebied.